# Ricardo Zamora
Ricardo Zamora Martínez (ur. 21 stycznia 1901 w Barcelonie, zm. 8 września 1978 tamże) – hiszpański piłkarz o przydomku El Divino. Grał na pozycji bramkarza. 46 razy wystąpił w reprezentacji Hiszpanii.
Swą karierę rozpoczął w Espanyolu Barcelona w 1916 roku, by w 1919 przenieść się do zespołu lokalnego rywala, FC Barcelona. Grając w tym klubie, zadebiutował w meczu międzypaństwowym 28 sierpnia 1920 r., podczas IO w Antwerpii (zwycięstwo 1:0 z Danią), Hiszpania zdobyła na tych igrzyskach srebrny medal. W kolejnych igrzyskach w jakich brał udział Hiszpania zajęła 17. miejsce.
Zamora dwukrotnie zwyciężył z Barceloną w rozgrywkach Copa del Rey. Następnie, w 1922 r., powrócił do Espanyolu, odnosząc kolejny triumf w tych rozgrywkach w 1929 r. W tym samym roku zagrał w reprezentacji Hiszpanii, która pokonała Anglię 4:3. Była to pierwsza porażka Anglików z zespołem spoza Wysp Brytyjskich.
Jesienią 1930 r. Zamora opuścił RCD Espanyol po raz drugi, przenosząc się do Realu Madryt, gdzie święcił największe sukcesy w swojej karierze. Pomógł Królewskim zdobyć pierwsze w historii tego klubu mistrzostwo kraju w sezonie 1931/1932, i obronić je rok później. Zdobył też kolejne dwa Puchary Króla.
Zamora pożegnał się z futbolem w 1936 roku. Po wybuchu hiszpańskiej wojny domowej cudem uniknął śmierci. Dzięki argentyńskiej ambasadzie uciekł do Francji. Po powrocie do kraju był trenerem kilku hiszpańskich zespołów (Atlético Madryt, Celty Vigo, Malagi oraz Espanyolu).
Imię Zamory nosi nagroda przyznawana każdego roku bramkarzowi, który w danym sezonie puścił najmniej bramek w hiszpańskiej Primera División.
Ricardo Zamora został zaliczony przez magazyn World Soccer do grona najlepszych piłkarzy XX wieku.
Kazimierz Wierzyński poświęcił bramkarzowi wiersz w tomie poetyckim Laur olimpijski z 1927.